# National Geographic Society – Palomar Observatory Sky Survey
El National Geographic Society – Palomar Observatory Sky Survey (NGS-POSS) fue un sondeo astronómico importante, que tomó casi 2,000 placas fotográficas del cielo nocturno. Se llevó a cabo en el Observatorio Palomar, California, Estados Unidos, y se completó hacia el fines del 1958.

## Observaciones
Las fotografías se tomaron con e telescopio  Samuel Olchin de 48 pulgadas en el Observatorio Palomar, gracias a un programa financiado por una subvención de la Sociedad Geográfica Nacional al Instituto de Tecnología de California. Entre los principales responsables del proyecto se encontraban Edwin Hubble, Milton L. Humason, Walter Baade, Ira Sprague Bowen y Rudolph Minkowski. La primera placa fotográfica se obtuvo el 11 de noviembre de 1949. El 99% de las placas se tomaron duran 1956, pero la final 1% no fue completado hasta que 10 de diciembre de 1958.
El proyecto utilizó placas fotográficas de 14 pulgadas cuadradas, cubriendo aproximadamente 6° de cielo por lado (aproximadamente 36 grados cuadrados por placa). Cada región del cielo fue fotografiada dos veces, una vez utilizando una placa  sensible al rojo Kodak 103un-E, y una vez con una placa sensible al azul Kodak 103un-O. Esto permitió registrar el color de objetos celestes en las imágenes.
Originalmente, el sondeo estaba diseñado para  para cubrir el cielo desde el polo norte celeste hasta los  -24° de declinación. Este número especifica la posición del centro de la placa, por ello la cobertura real del diseño original habría sido hasta aproximadamente los -27°. Para esto se requerirían 879 pares de placas. Sin embargo, el sondeo fue finalmente extendido a los -30°, dando una cobertura irregular que alcanzaba posiciones tan australes como los -34° declinación, y utilizando un total de 936 pares de placas.
La magnitud límite del sondeo varía según la región del cielo, pero generalmente se reportaba un promedio de 22 magnitudes.

## Publicación
El NGS-POSS se publicó poco después de su finalización como una colección de 1,872 impresiones fotográficas negativas de 14" x 14". En los 1970s  hubo una segunda "impresión" del sondeo, pero con impresiones de  14" x17".
La librería del Instituto de Tecnología de California solía vender impresiones de regiones selectas del POSS. Las regiones se escogían para apoyar ejercicios educativos y el conjunto era una herramienta de enseñanza del currículum.
En 1962, la extensión Whiteoak, comprendiendo 100 placas sensibles al rojo que extienden cobertura a -42° declinación, fue completada y publicada como impresiones fotográficas negativas del mismo tamaño. La extensión Whiteoak es a menudo encontrada en las bibliotecas como un apéndice a la edición de impresión fotográfica del NGS-POSS. Esto eleva el número de impresiones a 1,972.
En 1981, un conjunto de transparencias del NGS-POSS  fue publicado por Robert S. Dixon de la Universidad Estatal de Ohio. Este trabajo generalmente se encuentra junto a la edición de impresión fotográfica del NGS-POSS.

## Trabajos derivados
Muchos catálogos astronómicos son derivados parciales de NGS-POSS (p. ej. Abell Catalog of Planetary Nebulae ), que se utilizó durante décadas para censar y clasificar objetos celestes, especialmente en estudios de morfología de galaxias.
Innumerables objetos astronómicos  fueron descubiertos por los astrónomos que estudiaban las fotografías del NGS-POSS.
En 1986, se comenzó a producir una versión digital del NGS-POSS. Ocho años más tarde, se completó la digitalización de las placas originales del NGS-POSS. Las imágenes digitales resultantes fueron comprimidas y publicadas como el Digitized Sky Survey (DSS) en 1994. El DSS se hizo disponible a través de un conjunto de 102 CD-ROMs, y también puede ser consultado a través de varias interfaces de web.
En 1996, una versión aún más comprimida, RealSky, fue comercializada por la Sociedad Astronómica del Pacífico.
En 2001, se publicó en línea un catálogo que identifica más 89 millones de objetos en el NGS-POSS.  El catálogo también fue distribuido en un conjunto de 4 DVD-ROMs. El catálogo contiene posiciones de cielo precisas y mediciones del brillo para todo de estos objetos junto con otros parámetros como la elipticidad y, ángulo de posición, e índice de concentración.